# Tracheliastes polycolpus
Tracheliastes polycolpus is een eenoogkreeftjessoort uit de familie van de Lernaeopodidae. De wetenschappelijke naam van de soort is voor het eerst geldig gepubliceerd in 1832 door Nordmann.